# Seodaemun-gu
Seodaemun-gu es una gu ubicada en el noroeste de Seúl, Corea del Sur. El nombre deriva de Seodaemun, que literalmente significa "Gran Puerta Oeste", que una vez fue ubicado en el distrito. Seodaemun fue uno de los cuatro grandes puertas de la muralla de la ciudad que rodea la capital de Dinastía Joseon (sólo Heunginjimun y Namdaemun sobreviven intactos, aunque este último fue destruido por un incendio en 2008 y recientemente reconstruido).

## Divisiones administrativas

Divisiones administrativas

- Sinchon-dong (신촌동 新村洞)
  - Daesin-dong (대신동 大新洞)
  - Bongwon-dong (봉원동 奉元洞)
  - Daehyeon-dong (대현동 大峴洞
  - Changcheon-dong (창천동 滄川洞)

- Bukgajwa-dong (북가좌동 北加佐洞) 1∼2
- Bugahyeon-dong (북아현동 北阿峴洞)
- Cheonyeon-dong (천연동 天然洞)
  - Hyeonjeo-dong (현저동 峴底洞)
  - Naengcheon-dong (냉천동 冷泉洞)
  - Yeongcheon-dong (영천동 靈泉洞)
  - Okcheon-dong (옥천동 玉川洞)
- Chunghyeon-dong (충현동 忠峴洞)
  - Chungjeongno-dong (충정로동 忠正路洞)
  - Hap-dong (합동 蛤洞)
  - Migeun-dong (미근동 渼芹洞)
- Hongeun-dong (홍은동 弘恩洞) 1∼2
- Hongje-dong (홍제동 弘濟洞) 1∼3
- Namgajwa-dong (남가좌동 南加佐洞) 1∼2
- Yeonhui-dong (연희동 延禧洞)